# Елізабет Бішоп
Елізабет Бішоп (англ. Elizabeth Bishop; 8 лютого 1911, Вустер, Массачусетс — 6 жовтня 1979, Бостон) — американська поетеса, есеїстка, перекладачка і педагогиня.

## Життєпис
Народилася у місті Вустер (Массачусетс). Батько помер, коли їй було вісім місяців. Мати потрапила до психлікарні (довічно), коли виповнилося п'ять. Елізабет виховувалася у родичів в канадській провінції Нова Шотландія, зросла хворобливою і нервовою, все життя страждала астмою, екземою і алергіями.
На гроші, залишені батьком, Бішоп отримала якісну освіту, закінчила приватний Вассар-коледж в містечку під Нью-Йорком. Видавала там разом з товаришками по навчанню, серед яких була майбутня письменниця Мері Маккарті, літературний журнал. Там же Бішоп познайомилася в 1934 з видатною поетесою Маріанною Мур і, попри велику різницю у віці, вони стали подругами. Мур відмовила Бішоп від кар'єри лікарки, підтримала її на початку поетичного шляху, висунула на премію, вони дружили та листувалися до самої смерті Мур в 1972 році.
Ще одним пожиттєвим другом Бішоп став поет Роберт Лоуелл, з яким вона познайомилася в 1947 році. Він допоміг їй влаштуватися консультанткою з поезії в Бібліотеку Конгресу (їхнє багаторічне листування опубліковане в 2008 році). В кінці 1940-х років Бішоп відвідувала в психіатричній клініці Святої Єлизавети Езру Паунда, про що написала вірші.
Бішоп постійно переїжджала: жила у Франції в 1930-х, потім в Мексиці, у Флориді, в 1951 році виїхала до Бразилії, де прожила 16 років. Великим ударом для неї стало самогубство її коханої — Лоти де Маседо Соареш в 1967 році. Пізніше Бішоп викладала письменницьку майстерність в різних університетах США — Вашингтонському, Гарвардському, Нью-Йоркському, Массачусетському технологічному інституті. Останні роки прожила в Бостоні, де у 1979 році померла від аневризму судин головного мозку.

## Твори

### Поетичні колекції
- North & South (Houghton Mifflin, 1946)
- Poems: North & South. A Cold Spring (Houghton Mifflin, 1955) — отримала Пулітцерівську премію
- A Cold Spring (Houghton Mifflin, 1956)
- Questions of Travel (Farrar, Straus, and Giroux, 1965)
- The Complete Poems (Farrar, Straus, and Giroux, 1969) — отримала Національні книжкову премію[en]
- Geography III (Farrar, Straus, and Giroux, 1976)
- The Complete Poems: 1927—1979 (Farrar, Straus, and Giroux, 1983)
- Edgar Allan Poe & The Juke-Box: Uncollected Poems, Drafts, and Fragments by Elizabeth Bishop ed. Alice Quinn (Farrar, Straus, and Giroux, 2006)
- Poems, Prose and Letters by Elizabeth Bishop, ed. Robert Giroux (Library of America, 2008) ISBN 9781598530179
- Poems (Farrar, Straus, and Giroux, 2011)

### Інші роботи
- The Diary of Helena Morley by Alice Brant, translated and with an Introduction by Elizabeth Bishop, (Farrar, Straus, and Cudahy, 1957)
- The Ballad of the Burglar of Babylon (Farrar, Straus, and Giroux, 1968)
- An Anthology of Twentieth Century Brazilian Poetry edited by Elizabeth Bishop and Emanuel Brasil, (Wesleyan University Press (1972)
- The Collected Prose (Farrar, Straus, and Giroux, 1984)
- One Art: Letters, selected and edited by Robert Giroux (Farrar, Straus, and Giroux, 1994)
- Exchanging Hats: Elizabeth Bishop Paintings, edited and with an Introduction by William Benton (Farrar, Straus, and Giroux, 1996)
- Poems, Prose and Letters Robert Giroux and Lloyd Schwartz, eds. (New York: Library of America, 2008)
- Words in Air: The Complete Correspondence Between Elizabeth Bishop and Robert Lowell," ed. Thomas Travisano, Saskia Hamilton (Farrar, Straus & Giroux, 2008)
- Conversations with Elizabeth Bishop. George Monteiro Ed. (University Press of Mississippi 1996)